# Эдуардс Айварс
Эдуардс Айварс (латыш. Eduards Aivars, настоящее имя Айварс Эйпурс, латыш. Aivars Eipurs; род. 13 марта 1956, Саулкрасты) — латышский поэт.
Учился на филологическом факультете Латвийского университета. Работал в различных печатных изданиях, занимался консультированием молодых авторов в Союзе писателей Латвии, а также реабилитацией больных алкоголизмом.
Публикуется с 1985 года. Дебютный сборник стихов «Танцы» (латыш. Dejas; 1991), за которым последовали ещё восемь книг стихов и две книги малой прозы под общим названием «Минимы». Книга стихов «Я прошёл» (латыш. Es pagāju) выиграла в 2001 году конкурс неизданных рукописей издательства «Дом прессы» и была напечатана, получив также премию латвийских Дней поэзии. Как отмечала в связи с этой книгой критика,
Айварс черпает материю своего стиха из повседневных мелочей, по крупице добавляя иронического ракурса, языковой игры, сновидческой поэтики и культурных знаков различной давности (от Ветхого Завета до Вима Вендерса и Виктора Пелевина).
Сборник стихов «Саквояж» (латыш. Sakvojāžs; 2011) был удостоен премии «Серебряная чернильница», присуждаемой Вентспилсским международным Домом писателя и переводчика.
На русский язык стихи Айварса переводит Александр Заполь; в 2018 году в его переводе московским издательством «АРГО-РИСК» опубликована книга избранных стихотворений Айварса «Тут где-то рядом должна быть Европа». По мнению критика Валерия Отяковского, в этой книге «одного из самых влиятельных латышских авторов старшего поколения»
картина мира складывается из элементов, ни в одном из которых нельзя быть уверенным, всё вызывает сомнение. Зыбкость окружающего топоса усугубляется странноватой мистикой, сопровождающей каждый шаг.